# Mammillaria crucigera
Mammillaria crucigera es una especie perteneciente al género Mammillaria de la familia Cactaceae. Es endémica del estado de  Oaxaca en México. 

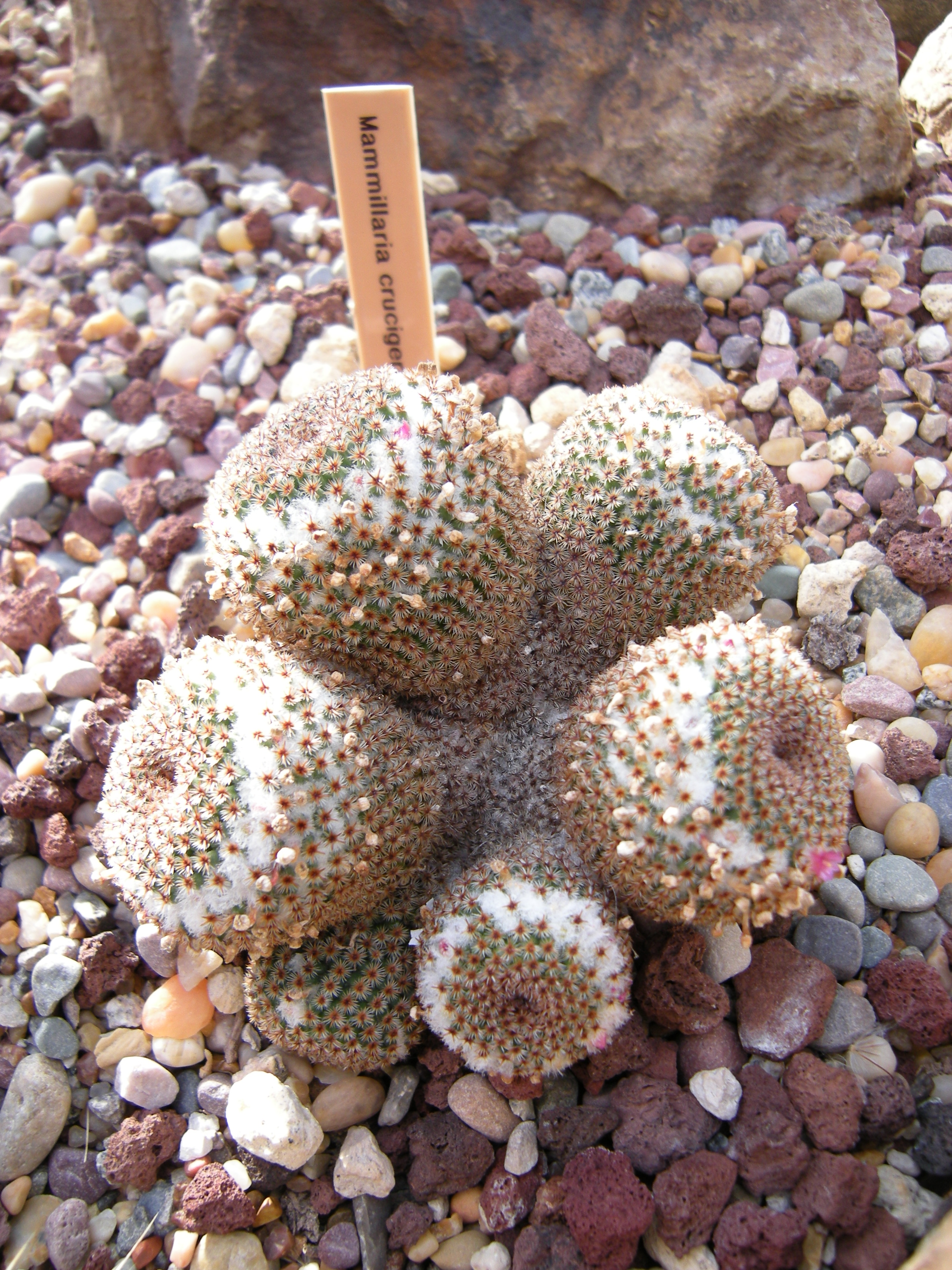
Vista de la planta

## Descripción
Es una planta perenne carnosa y globosa, de color verde olivo. Los ejemplares silvestres llegan a medir hasta 10 cm de altura y 6 cm de diámetro. Presenta entre 3 y 4 espinas centrales y de 20 a 30 espinas radiales en cada areola.
Es una especie que se encuentra amenazada por perdida de hábitat y se encuentra listada en el anexo II del CITES

## Taxonomía
Mammillaria crucigera fue descrita por Carl Friedrich Philipp von Martius y publicado en Novorum Actorum Academia Caesareae Leopoldinae-Carolinae Germanicae Naturae Curiosorum 16(1): 340, en el año 1832.
Sinonimia
- Mammillaria buchenaui
- Mammillaria tlalocii
- Mammillaria crucigera[3]
- Mammillaria fuauxiana
- Mammillaria igualensis
- Mammillaria igualensis var palmillensis